# Kenny Lawson
Kenneth Michael Lawson jr., detto Kenny (Oceanside, 18 settembre 1988), è un cestista statunitense.

## Palmarès
- Campionato italiano dilettanti: 1

Virtus Bologna: 2016-2017
- Coppa Italia LNP: 1

Virtus Bologna: 2017